# Россия на летних Олимпийских играх 1900
Россия впервые участвовала на летних Олимпийских играх 1900 года. Была представлена фехтовальщиками Юлианом Мишо и Петром Заковоротом, конниками Ильёй Поляковым и Владимиром Орловым, а также велогонщиком Алексеем Бутылкиным.

## Организация участия в Играх спортсменов из России
В связи с тем, что в Российской империи в 1900 году не существовало олимпийского комитета (создан в 1911 году) участники из России прибывали в Париж и записывались на соревнования частным порядком. Так как на Играх, совмещенных со Всемирной выставкой, царила неразбериха до сих пор ведутся споры о количестве спортсменов и стран-участников. В настоящий момент известны имена пяти участников из России. Неизвестны имена ещё, как минимум, трёх россиян (фехтовальщика, стрелка и наездника). В неофициальных состязаниях пожарных приняла участие российская пожарная команда под руководством петербургского брандмайора Митрофана Кириллова. Кириллов также входил в судейскую бригаду состязаний.

## Соревнования

### Фехтование
| Соревнование        | Спортсмены     | Первый раунд | Полуфинал | Полуфинал | Полуфинал | Финал | Финал | Финал     |
| Соревнование        | Спортсмены     | Место        | Место     | Побед     | Поражений | Место | Побед | Поражений |
| ------------------- | -------------- | ------------ | --------- | --------- | --------- | ----- | ----- | --------- |
| Сабля среди маэстро | Юлиан Мишо     | прошёл       | 2         | 6         | 1         | 5     | 3     | 4         |
| Сабля среди маэстро | Пётр Заковорот | прошёл       | 3         | 5         | 2         | 7     | 2     | 5         |

В соревнованиях по сабле среди маэстро также участвовал третий российский спортсмен, но известно только то, что он выбыл в первом раунде.
Юлиан Мишо и его ученик Пётр Заковорот — офицеры Русской императорской армии из частей расквартированных в Варшаве. Фамилия Петра Заковорота в протоколе была искажённо написана как «Закарот» (Zacharot).

### Конный спорт
| Имя участника  | Вид программы               | Результат  | Занятое место |
| -------------- | --------------------------- | ---------- | ------------- |
| Илья Поляков   | Комбинация Hacks and hunter | Неизвестен | 5–51          |
| Владимир Орлов | Гонки почтовых повозок      | Неизвестен | 5–31          |
| Илья Поляков   | Гонки почтовых повозок      | Неизвестен | 5–31          |

Эли де Поляков (Илья Поляков) участвовал в комбинированных охотничьих упражнениях в верховой езде с седлом (движение шагом, рысью, аллюром и галопом и прыжки через два низких забора) не попал в четвёрку лучших. В соревнованиях почтовых экипажей, запряжённых четырьмя лошадями, также не попал в число четырёх лучших.
Князь Владимир Орлов участвовал в соревнованиях почтовых экипажей, запряжённых четырьмя лошадями, не попав в четвёрку лучших.

## Результаты неофициальных соревнований

### Велоспорт
Московский велогонщик  Алексей Бутылкин выступал среди профессионалов. В индивидуальном спринте выбыл в 1/8 финала. В гонках на тандемах вместе с Люсьеном Гронье из Франции занял последнее, 3-е место в четвертьфинале. В гонке по очкам не попал в число призёров.

## Судьи изРоссии
Среди членов жюри представителями России были:
- Сергей Боткин (в протоколе: Charles BOTKINE) — фехтование на шпагах[8]
- Адам Богатский[12] (Adam de Bogatski) капитан драгунов Волынского лейб-гвардейского полка — фехтование на саблях.
- Неизвестный русский проживавший в Бианкуре (De Bioncourt) — стрельба.
- Князь Сергей Голицын (le prince Serge GALITZINE) — конный спорт.
- Князь Трубецкой (le prince TROUBETZKOY) — конный спорт.
- Адмирал Николай Зеленой (l’amiral DE ZËLÉNOY Nicolas), представитель министра Императорского флота России — парусный спорт
- Граф Ностиц (le comte NOSTITZ) — парусный спорт
- Государственный советник Иван Гопфенгаузен (Hoppenhausen, conseiller d'État) —  соревнования пожарных (президент жюри)
- Полковник Кирилов[13] (le colonel M. KIRILOFF) — соревнования пожарных
- Александр Кованько (А. Kowanko) — главный судья от России (Commissaire général)